# Retour en Amérique
 (janvier 2024).
Si vous disposez d'ouvrages ou d'articles de référence ou si vous connaissez des sites web de qualité traitant du thème abordé ici, merci de compléter l'article en donnant les références utiles à sa vérifiabilité et en les liant à la section « Notes et références ».
Pour plus de détails, voir Fiche technique et Distribution.
Retour en Amérique (en anglais : Back to the New World) est un  film documentaire québécois en couleur réalisé par Isabelle Lavigne, Denys Desjardins, Stéphane Thibault et Julie Perron en 2008.

## Synopsis
Retour en Amérique suit le parcours initiatique d'un groupe de touristes français en visite au Québec.  Venus vivre comme de « vrais indiens » pendant une fin de semaine, ils sont accueillis par Armand, dit Scalpe d'Argent. Fonctionnaire à la retraite et unique habitant du village Innusit, Armand initie ses hôtes aux plaisirs et loisirs de la vie autochtone.
Film en trompe-l'œil, Retour en Amérique observe l'amnésie et la confusion de « l'homme blanc » devant l'identité des Premières nations.

## Fiche technique
- Réalisation : Isabelle Lavigne, Denys Desjardins, Stéphane Thibault et Julie Perron
- Production : Isabelle Lavigne et Denys Desjardins / Les Films du Centaure
- Scénario : Isabelle Lavigne, Denys Desjardins, Stéphane Thibault et Julie Perron
- Caméra : Stéphane Thibault
- Montage : René Roberge
- Distribution : Vidéographe
- Langue : français

## Distribution
- Armand Caron